# Terra Indígena Uru-Eu-Wau-Wau
A Uru-Eu-Wau-Wau é uma terra indígena na Amazônia Legal com área de 1 867 hectares, localizada no estado brasileiro de Rondônia nas regiões  de Ji-Paraná e Porto Velho distribuído em doze municípios e, é habitada por nove etnias que formam uma população total de 518 pessoas. Área homologada no CRI e na Secretaria de Patrimônio da União (SPU) via decreto 275 de outubro de 1991.
Em 2007, os povos tradicionais, incluindo os indígenas, foram reconhecidas pelo governo brasileiro, através da Política Nacional de Desenvolvimento Sustentável dos Povos e Comunidades Tradicionais (PNPCT), por terem o modo de vida ligado aos recursos naturais e ao meio ambiente de forma harmônica e o uso comunitário da terra. Reafirmando aos indígenas o direito a sua terra tradicional e a proteção governamental. Assim a Fundação Nacional dos Povos Indígenas (FUNAI) atua nesta área através da Coordenação Regional "Ji-Paraná" e da Secretaria Especial de Saúde Indígena "Porto Velho".
De acordo com o programa Povos Indígenas no Brasil do Instituto Socioambiental (ISA), Rondônia é o quarto estado brasileiro onde moram mais povos indígenas, com 29 povos registrados. E de acordo com o Instituto Brasileiro de Geografia e Estatística (IBGE), em Rondônia existe 21.153 indígenas (1,25% da população do Brasil).

## Etnias
Na Terra Indígena Uru-Eu-Wau-Wau residem nove etnias formando uma população total de 518 pessoas:
| Povos                          | Família linguística | Idioma   |
| ------------------------------ | ------------------- | -------- |
| Amondawa                       | Tupi-Guarani        | Kawahib  |
| Isolados Bananeira             |                     |          |
| Isolados do Cautário           |                     |          |
| Isolados no Igarapé Oriente    |                     |          |
| Isolados no Igarapé Tiradentes |                     |          |
| Juma                           | Tupi-Guarani        | Kawahib  |
| Kawahiva Isolado do Rio Muqui  |                     |          |
| Oro Win                        | Txapakura           | Oro Win  |
| Uru-Eu-Wau-Wau                 | Tupi-Guarani        | Kawahiva |

## Distribuição territorial
A Terra Indígena Uru-Eu-Wau-Wau abrange doze municípios do estado de Rondônia:
| Município                 | Área municípal (ha) | Área da TI no município (ha) | % da TI |             |
| ------------------------- | ------------------- | ---------------------------- | ------- | ----------- |
| Alvorada D'Oeste          | 302.918,90          | 114.129,99                   | 6,11    | Ji-Paraná   |
| Cacaulândia               | 196.177,80          | 3.037,71                     | 0,16    | Porto Velho |
| Campo Novo de Rondônia    | 344.200,50          | 82.158,69                    | 4,40    | Porto Velho |
| Costa Marques             | 498.717,70          | 60.153,83                    | 3,22    | Ji-Paraná   |
| Governador Jorge Teixeira | 506.738,40          | 339.651,43                   | 18,19   | Porto Velho |
| Guajará-Mirim             | 2.485.572,40        | 563.060,99                   | 30,16   | Porto Velho |
| Jaru                      | 294.412,80          | 15.951,70                    | 0,85    | Porto Velho |
| Mirante da Serra          | 119.187,50          | 41.522,88                    | 2,22    | Ji-Paraná   |
| Monte Negro               | 193.137,80          | 10.326,94                    | 0,55    | Porto Velho |
| Nova Mamoré               | 1.007.164,30        | 56.410,77                    | 3,02    | Porto Velho |
| São Miguel do Guaporé     | 746.021,90          | 418.660,53                   | 22,42   | Ji-Paraná   |
| Seringueiras              | 377.350,50          | 171.029,43                   | 9,16    | Ji-Paraná   |

## Bioma
Esta Terra Indígena está localizada na bacia hidrográfica do rio Madeira e faz parte do bioma Amazônico, composto por uma vegetação com predominância de floresta ombrófila aberta com quase 53%; seguido por savanas do tipo normal e do tipo ombrófila com 26,57% e 12,63% respectivamente, e; uma pequena região de floresta ombrófila densa que corresponde à 7,86% da Terra Indígena.

## Organizações
Nesta área atuam as seguintes organizações:
- Associação das Guerreiras Indígenas de Rondônia (Agir);
- Associação de Pais e Professores do Povo Indígena Amondawa (APP AMONDAWA);
- Associação do Povo Indígena Amondawa (Puruen Amondawa);
- Associação Jupaú;
- Organização dos Povos Indígenas de Rondônia, Noroeste do Mato Grosso e Sul do Amazonas (OPIROMA);
- Conselho Indigenista Missionário (CIMI):
- Jovens com uma Missão (Jocum);
- Junta das Missões de Convenção Batista Nacional, e;
- Associação de Defesa Etno-ambiental Kanindé.

## Integração
A Terra Indígena Uru-Eu-Wau-Wau faz parte da unidade de conservação Parque Nacional Pacaás Novos.

## Ameaças
A terra indígena é ameaçada por grileiro (especulação fundiária) e madeireiro, sendo onde processos judiciais em andamento.
De acordo com o projeto Monitoramento da Floresta Amazônica Brasileira por Satélite (PRODES) do Instituto Nacional de Pesquisas Espaciais (INPE), esta área sofreu desmatamento de 20 939 ha até o ano 2023.